# Pandanarum (Sutojayan)
Pandanarum is een bestuurslaag in het regentschap Blitar van de provincie Oost-Java, Indonesië. Pandanarum telt 6434 inwoners (volkstelling 2010).